# Idioma chimila
El idioma chimila o ette taara ('lengua de la gente'), perteneciente a la familia lingüística chibcha, es hablado por el pueblo chimila (ette ennaka), que vive en Colombia, congregado en el resguardo chimila, integrado por las áreas de Issa Oristunna (Tierra de la Nueva Esperanza) y Ette Buteriya (Pensamiento Propio), en Sabanas de San Ángel, departamento del Magdalena; Naara Kajmanta (Nuestra Madre), en el corregimiento de Gaira, Santa Marta, Magdalena; e Itti Takke (Nueva Tierra), municipio de El Copey, departamento de Cesar.
María Trillos Amaya (1995, 1997) relata que una grata sorpresa para los lingüistas fue descubrir, en la comunidad de Issa Oristunna, que los chimila aún conservaban su idioma. Anteriormente, los hablantes evitaban usarlo en público debido a la violencia ejercida por hacendados, quienes reprimían todo aquello que identificaban como vestigio de lo indígena.
En la actualidad, la comunidad desarrolla programas de etnoeducación, y los niños reciben formación también en su lengua ancestral.

## Clasificación
El chimila es una lengua divergente del grupo magdalénico de la familia chibhcha, que constituye un grupo independiente de las vecinas lenguas arhuacas, también de la familia chibcha. P. Rivet y Č. Loukotka consideraron que el chimila debía estar emparentado con las lenguas malibú (malibú, mocana) junto con las que formaría una rama del chibcha. Sin embargo, el parentesco con las lenguas malibú no puede afirmarse debido a la escasez de datos sobre estas lenguas. Por esa razón otros autores como Adolfo Constenla Umaña consideran simplemente que constituye una rama independiente del grupo magdalénico, como el barí.

## Fonología
El ette taara tiene cinco vocales orales (a, e, i, o, u), que se registran breves, largas, aspiradas y glotalizadas:
|          | Anteriores | Centrales  | Posteriores |
| -------- | ---------- | ---------- | ----------- |
| Cerradas | i iˑ iʰ iʔ |            | u uˑ uʰ uʔ  |
| Medias   | e eˑ eʰ eʔ |            | o oˑ oʰ oʔ  |
| Abiertas |            | a aˑ aʰ aʔ |             |

El inventario de consonantes viene dado por:
|                          |                | labial | alveolar | palatal | velar | Labio- velar |
| ------------------------ | -------------- | ------ | -------- | ------- | ----- | ------------ |
| obstruyentes no continua | sorda          | p      | t        | ʧ       | k     | kʷ           |
| obstruyentes no continua | sonora         |        |          | ʤ       | ɡ     | ɡʷ           |
| obstruyentes no continua | prenasalizadas | mb     | nd       | ɲɟ      | ŋɡ    | ŋɡʷ          |
| nasales                  | nasales        | m      | n        | ɲ       | ŋ     | ŋʷ           |
| fricativas               | fricativas     |        | s        |         | x     |              |
| sonantes                 | sonantes       |        | l, ˀr    |         | w     |              |

Son 19 consonantes. En sílaba post-acentual, las consonantes laxas se convierten en tensas (excepto las fricativas velares).
Además el chimila es una lengua tonal. Las palabras monosílabas que acaban en vocal tienen contraste de tono: 
tó 'maraca' (tono ascendente)
tò 'corazón' (tono descendente)
Las palabras polisílabas llevan un tono silábico en el que el tono está condicionado parcialmente por la naturaleza de la sílaba siguiente (ante geminada o r el tono es descendente, y ante las obstruyentes no geminadas hay tono ascendente).